# Alonso de Zorita
Alonso de Zorita (geb. 1512; gest. 1585) oder Zurita war ein spanischer Adeliger und Chronist. Er ist bekannt als Autor von Werken über die Geschichte Neu-Spaniens.

## Leben und Werk
Zorita, der 1547 zum Oidor der Audiencia von Santo Domingo gewählt wurde, machte sich 1550 auf den Weg nach Neu-Granada, wo er mit Unterstützung der Franziskaner und Dominikaner versuchte, die Leyes Nuevas (Neue Gesetze) durchzusetzen. Von 1556 bis 1566 hielt er sich in Mexiko auf. Sein kurzer und zusammenfassender Bericht Breve y sumaria relación de los señores de la Nueva España ist einer der wichtigsten zeitgenössischen Berichte über die wirtschaftlichen, politischen und sozialen Auswirkungen der Eroberung des aztekischen Mexiko. Alonso de Zorita war ein spanischer Richter und Mann mit hoher Integrität und langjähriger Erfahrung in der Kolonialverwaltung. Seine auf seinem Aufenthalt in Mexiko basierende Schrift enthält eine detaillierte Beschreibung des aztekischen Lebens vor und nach der Eroberung und spiegelt dem US-amerikanischen Historiker Benjamin Keen (1913–2002) zufolge „die Ängste eines hingebungsvollen und humanen Dieners der Krone wider, der das Elend beobachtete, das den Indianern durch Versklavung und von den Spaniern auferlegte Tribut- und Arbeitssysteme zugefügt wurde“. Er wurde von Henri Ternaux-Compans unter dem Titel Rapport sur les différentes classes de chefs de la Nouvelle-Espagne ins Französische übersetzt (Paris 1840).
Wie auch die Werke von Sahagún blieben auch die Schriften von Zorita über die amerikanische Ethnographie für lange Zeit unveröffentlicht.